# Dackelmuseum
Das Dackelmuseum in Regensburg ist ein deutschlandweit einzigartiges Privatmuseum zum Thema Dackel. Es wurde von den Floristen Josef „Seppi“ Küblbeck und Oliver Storz gegründet. Das Museum wurde am 2. April 2018 am Residenzplatz in der Altstadt von Passau eröffnet. Seit April 2023 befindet es sich in einem denkmalgeschützten Gebäude in der Regensburger Altstadt.

## Museum

Olympia-Waldi

In der ursprünglichen Ausstellung waren 4500 Dackel-Exponate zu sehen, welche die Betreiber im Laufe von über 20 Jahren gesammelt hatten. In den neuen Räumlichkeiten in Regensburg werden etwa 5000 Ausstellungsstücke gezeigt. Es geht zum Beispiel um den Dackel als Jagdhund und als Familienfreund, als Symbol für bayerische Gemütlichkeit, als Spielzeug, Stofftier, Olympiamaskottchen (Waldi) und als Weihnachtsdeko. Neben Führungen durch das Museum werden auch Hunde-Stadtführungen durch Regensburg angeboten.
Am alten Standort, der Kleinen Residenz in Passau, betrieben Küblbeck und Storz ursprünglich ein Ladengeschäft, in dem sie „Schönes für Einheimische, Zugereiste und Touristen“ verkauften.
Im ersten Jahr nach der Eröffnung hatte die Kleine Residenz 20.000 Besucher.

## Streit mit der Stadt Passau und Umzug nach Regensburg
Vor dem ursprünglichen Museum hatten die Betreiber auf einer Verbreiterung des Gehwegs eine Sitzecke und einen Sonnenschirm aufgestellt. Dies wurde ihnen von der Stadt Passau im Mai 2022 untersagt, da die Stadt erst damals bemerkt habe, dass die Betreiber keinen Sondernutzungsantrag gestellt hätten. Die Betreiber beklagten eine „fehlende Wertschätzung“ seitens der Stadt Passau und kündigten an, mit dem Museum nach Regensburg umziehen zu wollen. Dort öffnete das Museum am 22. April 2023 seine Pforten, die offizielle Eröffnung erfolgte vier Tage später. Die sechs Passauer Mitarbeiter blieben dem Museum erhalten. Einer davon, Moritz Hickl, wurde von den Gründern zum Mitinhaber gemacht, sodass das Museum seit dem Umzug von drei Personen geleitet wird.

## Dackelparade
Am 22. September 2024 fand in Regensburg auf Initiative der Betreiber des Dackelmuseums eine Dackelparade vom Dultplatz zum Domplatz statt. Mit 1175 teilnehmenden Dackeln wurde dabei ein neuer Weltrekord aufgestellt.

## Kritik
Der in Passau lebende ehemalige  Generalkonservator des Bayerischen Landesamtes für Denkmalpflege Egon Greipl bezeichnete im Jahr 2018 die geplante Ausstellung als „Kitsch“ für Touristen.